# Mario Ferraris
Mario Ferraris (Vaprio d'Adda, 4 januari 1968) is een Italiaans autocoureur en tevens de eigenaar van het raceteam Romeo Ferraris.

## Carrière
Ferraris begon zijn autosportcarrière in 1996 in de 1300-klasse van het Italiaanse Historical Car-kampioenschap. Hierna startte hij twaalf jaar geen races meer totdat hij in 2008 zevende werd in de Italiaanse GT Cup. In 2009 stapte hij over naar het Italiaanse GT-kampioenschap en werd met een Ferrari 430 kampioen in deze klasse. In 2010 zakte hij echter terug naar de 24e plaats in dit kampioenschap en hij nam in 2011 niet deel aan races. In 2012 keerde hij terug door kampioen te worden in de Peugeot RCZ Racing Cup en derde te worden in de Italiaanse RCZ Racing Cup. In 2014 kwam hij uit in de Zhuhai Pan-Delta Series in een Mercedes C63 AMG en won dit kampioenschap. In 2015 reed hij voor zijn eigen team Romeo Ferraris in het Italiaanse Touring Endurance-kampioenschap en werd in een Fiat Cinquone Abarth vijfde.
In 2016 maakte hij voor zijn eigen team, in het kampioenschap Mulsanne Racing geheten, zijn debuut in de TCR International Series tijdens het voorlaatste raceweekend op het Sepang International Circuit in een Alfa Romeo Giulietta TCR. In de eerste race viel hij uit, maar in de tweede race wist hij als veertiende te eindigen.